# جولي غاردنر
جولي غاردنر (بالإنجليزية: Julie Gardner)‏ هي منتجة تلفزيونية بريطانية، ولدت في 4 يونيو 1969 في نيث ‏ في المملكة المتحدة.

## وصلات خارجية
- جولي غاردنر على موقع IMDb (الإنجليزية)
- جولي غاردنر على موقع ألو سيني (الفرنسية)
- جولي غاردنر على موقع ميوزك برينز (الإنجليزية)
- جولي غاردنر على موقع ديسكوغز (الإنجليزية)
- جولي غاردنر على موقع قاعدة بيانات الفيلم (الإنجليزية)